# Ángel Sánchez (játékvezető)
Ángel Sánchez (Buenos Aires, Lanús, 1957. március 3. –) argentin nemzetközi labdarúgó-játékvezető. Nős, hat gyerek édesapja. Polgári foglalkozása: radiológus.

## Pályafutása

### Nemzeti játékvezetés
A játékvezetői vizsgát 1982-ben tette le, 1994-ben lett hazája legfelső szintű labdarúgó-bajnokságának játékvezetője. Az első bajnoki találkozója, a Platense–Deportivo Español összecsapás volt. A nemzeti játékvezetéstől 2006-ban, a FIFA 45 éves korhatárának elérésével búcsúzott.

### Nemzetközi játékvezetés
Az Argentin labdarúgó-szövetség Játékvezető Bizottsága (JB) 1994-ben terjesztette fel nemzetközi játékvezetőnek, a Nemzetközi Labdarúgó-szövetség (FIFA) (JB) bíróinak keretébe. Több válogatott és nemzetközi klubmérkőzést vezetett. A nemzetközi játékvezetéstől 2002-ben a FIFA 45 éves korhatárának elérésével búcsúzott.

#### Világbajnokság
1999-ben Nigériában rendezték az U20-as labdarúgó-világbajnokság döntő találkozóit, ahol a Nigéria–Németország (2:0) és a Costa Rica–Németország (2:1) csoportmérkőzéseken, a nyolcaddöntő egyik találkozóján, a Mali–Kamerun (5:4), valamint a kiegyensúlyozott, megbízható szakmai munkájának elismeréseként a döntőt, a Japán–Spanyolország (0:4) találkozót irányította. Vezetett mérkőzéseinek száma:  4
Vezetett döntőinek száma: 1
Dél-Korea és Japán közösen rendezte a XVII., a 2002-es labdarúgó-világbajnokság döntő mérkőzéseit, ahol a  Dél-Afrika–Szlovénia (1:0) és a Portugália–Dél-Korea (0:1) csoportmérkőzéseken szolgált játékvezetőként. Vezetett mérkőzéseinek száma: 2

#### Amerika Kupa
A 2001-es Copa América a 40. kiírás volt, amely a Dél-amerikai válogatottak első számú tornája. A tornát a CONMEBOL szervezte, melynek a házigazdája Kolumbia volt, ahol a Peru–Paraguay (3:3), a Brazília–Paraguay (3:1) csoporttalálkozókat, valamint az egyik elődöntőt, a Mexikó–Uruguay (2:1) összecsapást koordinálta. Vezetett mérkőzéseinek száma: 3

#### Nemzetközi kupamérkőzések
Vezetett Kupa-döntők száma: 2

##### Libertadores-kupa
2001-ben a döntő első találkozóját, a Cerro Porteno–Cruz Azul (2:1) összecsapást irányította.
2002-ben hasonló felkérésnek tett eleget, amikor a Cobreloa–Olimpia Asunción (0:2) mérkőzést vezette.